# 蔡绍怀
蔡绍怀（1929年—2015年6月4日），男，四川南川人，中国结构工程专家，曾任中国建筑科学研究院研究员、博士生导师。